# Distretto di Saatlı
Il distretto di Saatlı (in azero: Saatlı rayon) è un distretto dell'Azerbaigian. Il suo capoluogo è Saatlı.